# NGC 832
NGC 832 – prawdopodobnie gwiazda podwójna znajdująca się w gwiazdozbiorze Trójkąta. Skatalogował ją Heinrich Louis d’Arrest 17 września 1865 roku. Identyfikacja obiektu jest niepewna, gdyż w pozycji podanej przez d’Arresta nie ma nic odpowiadającego podanemu przez tego astronoma opisowi. Według nowszych ustaleń NGC 832 może być błędnie zapisaną przez d’Arresta obserwacją galaktyki NGC 1226 (z błędem rektascensji wielkości jednej godziny), oznaczałoby to wówczas, że d’Arrest jest odkrywcą tej galaktyki.